# Kate Mahaut
Kate Yvonne Holgersen-Mahaut-Thoresen (Frederiksberg, 16 gennaio 1908 – Frederiksberg, 2 marzo 1988) è stata una schermitrice danese, vincitrice di due medaglie d'oro, una d'argento e due di bronzo ai campionati mondiali di scherma.